# Mariam Mohamed Hadi Al Hilli
Mariam Mohamed Hadi Al Hilli, född 17 mars 1984, är en friidrottare från Bahrain. Hon deltog vid olympiska sommarspelen 2000.